# Canarium vulgare
Canarium vulgare är en tvåhjärtbladig växtart som beskrevs av Leenh.. Canarium vulgare ingår i släktet Canarium och familjen Burseraceae. Inga underarter finns listade i Catalogue of Life.